# Малетін Олександр Іванович
Олександр Іванович Малетін (рос. Александр Иванович Малетин, нар. 15 серпня 1979) — російський боксер-любитель, бронзовий призер Олімпійських ігор 2000 року, чемпіон світу, триразовий чемпіон Європи, призер чемпіонатів світу. Заслужений майстер спорту Росії з боксу.

## Любительська кар'єра
Чемпіонат світу 1997 
- 1/16 фіналу. Переміг Хоеля Баррігу (Філіппіни) — 18-2
- 1/8 фіналу. Переміг Димитра Щилянова (Болгарія) — 13-6
- 1/4 фіналу. Переміг Кая Густе (Німеччина) — RSC
- 1/2 фіналу. Переміг Сін Ин Чхоль (Південна Корея) — 15-2
- Фіналу. Переміг Туменцецегийн Уйтумен (Монголія) — 15-7

На чемпіонаті Європи програв в першому бою Георге Лунгу (Румунія).
На чемпіонаті Європи 2000 завоював золоту медаль.
- В 1/8 фіналу переміг Васіліоса Цокаса (Греція) — AB 2
- В 1/4 фіналу переміг Георге Лунгу (Румунія) — 12-7
- В 1/2 фіналу переміг Селіма Паліані (Туреччина) — 10-5
- У фіналі переміг Філіпа Палича (Хорватія) — 6-4

 Олімпійські ігри 2000 
- 1/16 фіналу. Переміг Махача Нуріддінова (Азербайджан) — 14-5
- 1/8 фіналу. Переміг Патріка Лопеса (Венесуела) — RSC
- 1/4 фіналу. Переміг Селіма Паліані (Туреччина) — RSC
- 1/2 фіналу. Програв Маріо Кінделану (Куба) — 15-27

 Чемпіонат світу 2001 
- 1/16 фіналу. Переміг Селіма Паліані (Туреччина) — RSC 4
- 1/8 фіналу. Переміг Георге Лунгу (Румунія) — 30-17
- 1/4 фіналу. Переміг Тулканбая Тургунова (Узбекистан) — AB 2
- 1/2 фіналу. Програв Маріо Кінделану (Куба) — RSCO 3

На чемпіонаті Європи 2002 завоював золоту медаль.
- В 1/8 фіналу переміг Дьюла Кате (Угорщина) — RSCO 3
- В 1/4 фіналу переміг Філіпа Палича (Хорватія) — AB 2
- В 1/2 фіналу переміг Мікеле ді Рокко (Італія) — RSCO 2
- У фіналі переміг Бориса Георгієва (Болгарія) — KO 1

 Чемпіонат світу 2003 
- 1/32 фіналу. Переміг Харуна Сіпагі (Німеччина) — RSCO 2
- 1/16 фіналу. Переміг Юкіо Фукаїші (Японія) — RSCO 2
- 1/8 фіналу. Переміг Володимира Кравця (Україна) — RSCO 2
- 1/4 фіналу. Переміг Сергія Биковського (Білорусь) — RSCI 2
- 1/2 фіналу. Переміг Мануса Бунжумнонга (Таїланд) — 34-16
- Фіналу. Програв Віллі Блену (Франція) — 13-32

На чемпіонаті Європи 2004 завоював золоту медаль.
- В 1/16 фіналу переміг Мілана Піперського (Чорногорія) — RSCO 3
- В 1/8 фіналу переміг Брунета Замора (Італія) — RSCO 2
- В 1/4 фіналу переміг Харуна Сіпагі (Німеччина) — RSCO 3
- В 1/2 фіналу переміг Мустафу Караголлу (Туреччина) — RSCO 2
- У фіналі без бою пройшов Ігоря Пащука (Україна)

 Олімпійські ігри 2004 
- 1/16 фіналу. Переміг Салеха Хулефа (Єгипет) — RSC
- 1/8 фіналу. Програв Віллі Блену (Франція) — 20-28